# Alameda Dom Afonso Henriques

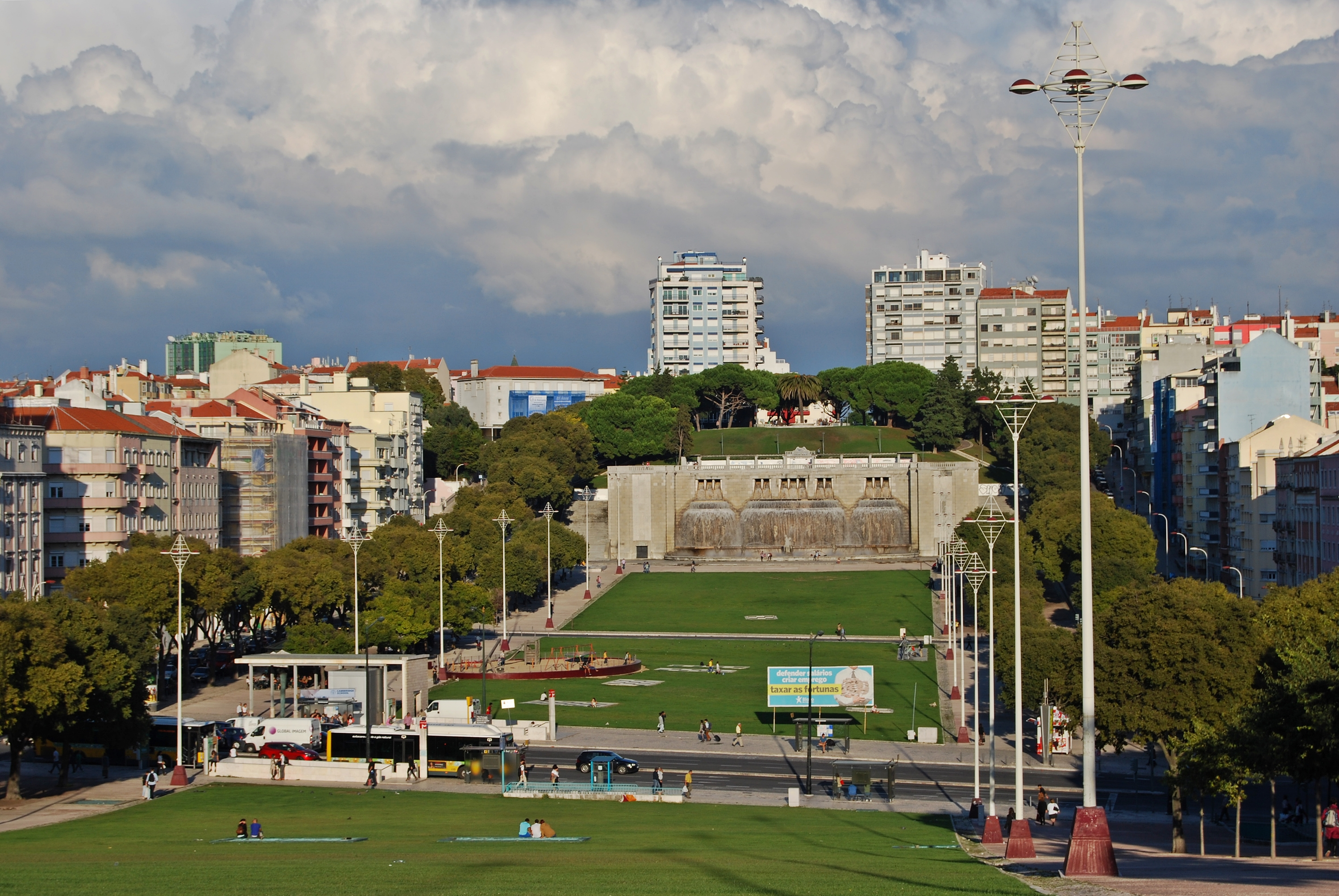
Alameda Dom Afonso Henriques (2014)

La Alameda Dom Afonso Henriques es una calle y jardín en Lisboa, Portugal. Fue edificada en homenaje al primer rey de Portugal, Alfonso Enríquez. Tiene poco más de tres hectáreas, y está constituida por un pequeño jardín en la cima oriental, extendiéndose después hacía dos grandes céspedes divididos por la Avenida Almirante Reis; en la cima occidental está ubicado el Instituto Superior Técnico. Separando el jardín de los céspedes está la Fuente Luminosa, una de las mayores obras monumentales del Estado Nuevo.